# Tamga
Un tamğa o tamgha (‘estampa’, ‘sello’; en mongol: тамга; en túrquico, tamga) es un sello de carácter abstracto, utilizado por pueblos nómadas eurasiáticos y por determinadas culturas en su área de influencia. El tamga era normalmente el emblema de una tribu, clan o familia particular. Su uso era común entre los nómadas eurasiáticos (incluyendo a los alanos, los mongoles, los sármatas, los escitas y los pueblos túrquicos) a lo largo de la Antigüedad Clásica y la Edad Media.
En ocasiones, los pueblos sedentarios adyacentes a la estepa póntico-caspia también adoptaron símbolos similares, tanto en Europa Oriental como en Asia Central. Los tamgas son apreciados por los arqueólogos como fuente de primera calidad para el estudio de culturas actuales y extintas.

## Tamgas medievales

### Imperio mongol

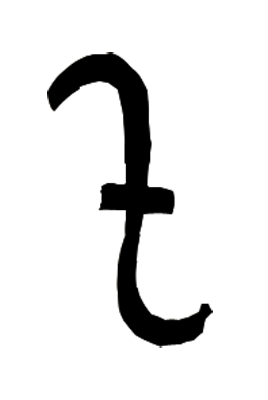
Tamga de Kaidu, de la Casa de Ögedei.

Desde la antigüedad, muchos pueblos, incluyendo las naciones mongolas, se han establecido en torno a orígenes comunes, grupos de parentela y grupos étnicos, propiciando el surgimiento de los símbolos y la creencias de los clanes, así como el establecimiento de la costumbre de distinguir los propios orígenes y linaje. Consiguientemente, con el comienzo de la distribución del trabajo en el seno de los clanes y de la gestión económica por parte del pueblo, empiezan a aparecer varios tamgas, dibujos, notas y marcas en el ganado empleados como señal de identificación para instrumentos de trabajo y otros aperos, así como en la domesticación de animales. Conforme los clanes se fueron dividiendo a causa de disputas internas, surgieron tamgas derivados que, gradualmente, evolucionaron en símbolos para designar a la persona, a la familia, al linaje, a los khanes o al Estado. Los nuevos tamgas se creaban añadiendo nuevas marcas al tamga original, a fin de preservar la tradición.
Tamga o tamag literalmente significa sello o estampa en mongol. En la actualidad, en Mongolia y otras regiones, se siguen estampando tamgas con hierros candentes en animales como los caballos o el ganado para distinguir que pertenecen a una determinada familia mientras pacen libremente durante el día. Para este propósito, cada familia tiene su propio tamga, que facilita la identificación. Los tamgas empleados para este propósito no son muy elaborados, y consistes meramente en un hierro curvado distinto de los de las otras familias.
El Presidente de Mongolia pasa el tamag (sello estatal) a la hora de ceder el cargo al nuevo presidente. En este caso, el tamag está algo más ornamentado y se encuentra en una caja de madera.

### Pueblos túrquicos

Bandera de los tártaros de Crimea con un tamğa tradicional.

Los pueblos túrquicos que siguieron siendo reyes nómadas y ganaderos en Anatolia oriental e Irán continuaron empleando el tamga de sus clanes, y de hecho, este se solía convertir en un símbolo nacionalista de carácter elevado. Los Ak Koyunlu y los Kara Koyunlu, como muchas otras dinastías reales eurasiáticas, llevaban su tamga en sus banderas y acuñaban su moneda con él.
Para los pueblos que no llegaron a dejar el Turquestán, el tamga conservó su utilidad primigenia: la de marca de ganado y distintivo de clan.
Entre los pueblos túrquicos actuales, el tamga es un diseño que identifica las propiedades o el ganado que pertenecen a un clan específico, empleado normalmente como marca de ganado o sello.
A medida que los clanes turcos comenzaron a conquistar más zonas urbanas, el uso de los tamgas quedó progresivamente obsoleto a medida que se olvidaban las costumbres ganaderas. Esto es más evidente en los clanes turcos que tomaron Anatolia oriental y occidental tras la Batalla de Manzikert. Los turcos que conquistaron Anatolia occidental fundaron el Sultanato de Rûm y se convirtieron en aristócratas al uso romano. La mayoría de ellos adoptó el símbolo (por aquel entonces musulmán) del Sello de Salomón tras la desintegración del sultanato en una masa de Estados ghazi en disputa. Únicamente el Estado ghazi otomano (posteriormente, el Imperio otomano) mantuvo su tamga, que fue estilizado en gran medida, hasta el punto de que arco finalmente devino una luna creciente.

## Europa oriental

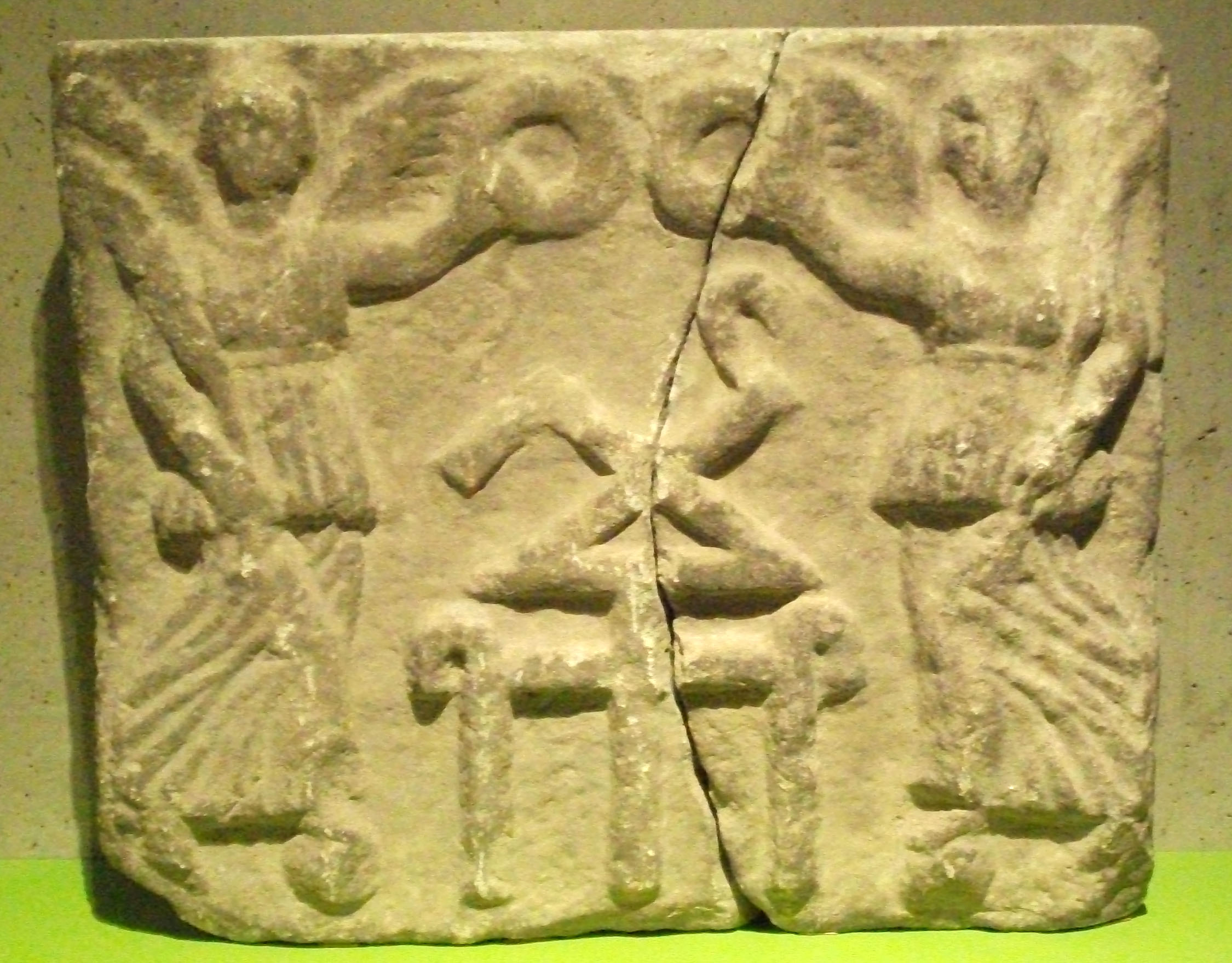
Tamga del rey del Bósforo Tiberio Julio Eupator, coronado por dos victorias aladas. El relieve data del segundo siglo EC.

En Rusia, el término tamga (тамга) sobrevivió en la institución estatal de las aduanas fronterizas, junto con el grupo asociado de vocablos tamozhnya (таможня, aduana), tamozhennik (таможенник, agente de aduanas), rastamozhit' (растаможить, pagar los impuestos de aduanas), derivados del uso de tamga como certificado estatal.
La heráldica polaca hace un uso extenso de herraduras, flechas, cruces maltesas, guadañas, estrellas y lunas crecientes, así como muchas formas geométricas abstractas para las que se inventó un conjunto separado de términos heráldicos. Se ha sugerido que, originalmente, todos los escudos de armas polacos estuvieran basados en dichas formas y que estas, en su mayoría, se fueron gradualmente «racionalizando» hasta convertirse en herraduras, flechas y otros símbolos. Si esta hipótesis es correcta, sugiere que la heráldica polaca, a diferencia de la de Europa Occidental heráldica, puede haber derivado de los tamgas, al menos en parte. Aun así, la evidencia sobre los orígenes del sistema es escasa, y esta hipótesis ha sido criticada, achacándosele el ser parte de la tradición de los nobles polacos de formar un ideal romántico en torno a su supuesta ascendencia sármata. En este asunto, la investigación y la controversia siguen vigentes.
Las Columnas de Gediminas, un escudo de armas temprano de Lituania, también podrían ser un tamga.

## Imperios islámicos

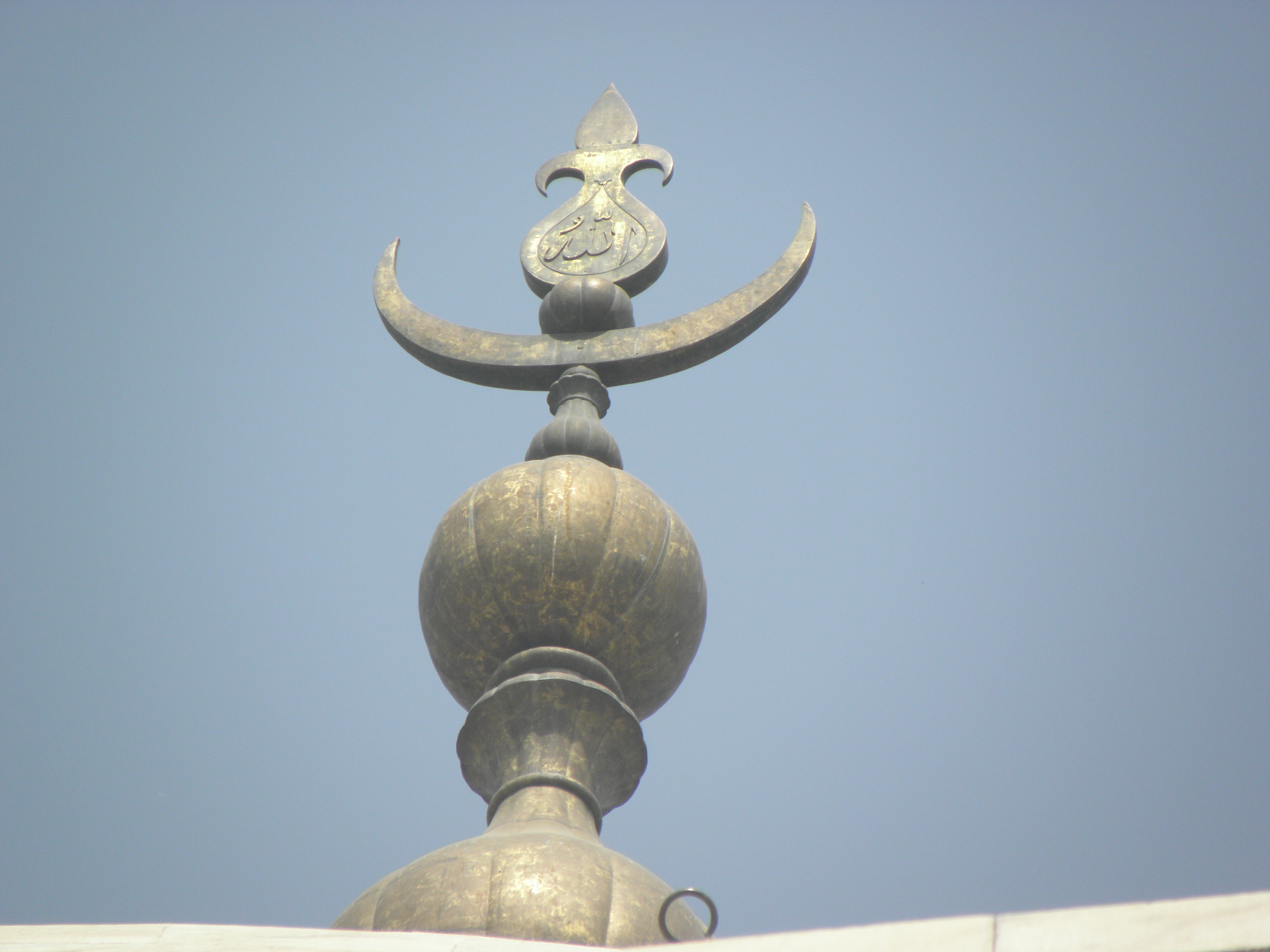
Tamga del Imperio mogol sobre el Taj Mahal.

En los estados turcomongoles del Medievo tardío, el término tamga pasó a ser empleado para cualquier clase de sello o estampa oficial. Este uso persistió en los imperios islámicos de la Edad Moderna temprana (Imperio otomano, Imperio mogol), así como en algunos de sus Estados sucesores modernos.
En la lengua urdu (que absorbió préstamos túrquicos), tamgha se emplea con el sentido de medalla. El Tamgha-i-Jurat es la cuarta condecoración militar más importante de Pakistán. Se puede conceder a militares de todos los rangos por su gallardía o por servicios señalados en combate. El Tamgha-i-Imtiaz o Tamgha-e-Imtiaz (en urdu: تمغہ امتیاز‎: تمغہ امتیاز, Medalla a la Excelencia) es el cuarto honor más alto concedido por el gobierno de Pakistán, tanto 
a militares como civiles. Asimismo, el Tamgha-i-Khidmat o Tamgha-e-Khidmat (en urdu: تمغۂ خدمت‎: تمغۂ خدمت, Medalla al Servicio) es el séptimo honor más alto del mismo escalafón.
En Egipto, el término damgha (en árabe: دمغة‎: دمغة) o tamgha (تمغة) se emplea aún en varios contextos. La primera de sus acepciones hace referencia a un impuesto o tasa a la hora de realizar trámites con el gobierno. Normalmente, toma la forma de sellos que deben ser adquiridos y fijados a la mayoría de formularios gubernamentales, sean permisos de conducir, registros de un contacto o la mayor parte de formularios de otras clases. El vocablo deriva del damga resmi otomano. La otra acepción del término hace referencia a un sello que todos los artículos de joyería hechos de oro o plata deben llevar para garantizar su autenticidad y que no hayan sido fabricados a partir de metales menos valiosos.